# Nikole Castillo
Nikole Castillo ecuadori születésű színésznő és táncosnő. 
2010 óta szerepel színházi darabokban és tévésorozatokban. 2012-ben Andrea szerepét kapta a Violettában. 2008-ban költözött Argentínába. Jelenleg Buenos Airesben él és felsőfokú tanulmányait végzi a Buenos Aires-i Egyetemen.

## Tanulmányai
Már négyévesen megismerkedett a színészkedéssel. Quitóban klasszikus és jazztáncot, valamint flamencót tanult, Guayaquilban szintén klasszikus táncot és színházi jazzt. A Casa de la Cultura Ecuatoriana Núcleo del Guayasban egy színésztanfolyamot is elvégzett.

## Szerepei
Színházi előadások mellett szerepelt a Gustavo Trimaglio által rendezett Casi Perfecta című rövidfilmben is, valamint több videóklipben, így a Mar de Java „En tu Sien”, a MINAS „Bonzo” és a La Perra que los Parió „Murga Para Mi Soledad” című klipjében is. Legtöbben a Violetta című sorozatból ismerik, ahol Andrea szerepét játszotta.